# John John Florence
John "John John" Alexander Florence, född 18 oktober 1992 i Honolulu, Hawaii, är en amerikansk surfare.

## Karriär
Florence har vunnit två guld i VM 2016 respektive 2017. Han deltog vid OS 2020 där han slutade på en nionde plats i shortboard.  Han har kvalificerat sig för OS 2024.